# En gudomlig kvinna
En gudomlig kvinna var en amerikansk stumfilm från 1928 i regi av Victor Sjöström. Filmen som helhet har gått förlorad. Kvar finns endast ett fragment om cirka nio minuter av filmens ursprungliga längd på 1 timme och 20 minuter.

## Rollista (i urval)
- Greta Garbo - Marianne
- Lars Hanson - Lucien
- Lowell Sherman - Henry Legrand
- Polly Moran - Mme. Pigonier
- Dorothy Cumming - Mme. Zizi Rouck, Marianne's Mother
- Johnny Mack Brown - Jean Lery
- Cesare Gravina - Gigi